# هواوی اسند میت۷
هواوی اسند میت۷ (انگلیسی: Huawei Ascend Mate7)؛ یک فبلت اندرویدی است که در اکتبر ۲۰۱۴ میلادی عرضه شده است.